# Syrien i olympiska sommarspelen 2008
Syrien deltar i de olympiska sommarspelen 2008 som äger rum i Peking i Kina.

## Friidrott
- Huvudartikel: Friidrott vid olympiska sommarspelen 2008

Förkortningar
- Notera – Placeringar gäller endast den tävlandes eget heat
- Q = Kvalificerade sig till nästa omgång via placering
- q = Kvalificerade sig på tid eller, i fältgrenarna, på placering utan att ha nått kvalgränsen
- NR = Nationellt rekord
- N/A = Omgången inte möjlig i grenen
- Bye = Idrottaren behövde inte delta i omgången

Herrar
Fältgrenar
| Idrottare         | Gren     | Kval    | Kval      | Final            | Final            |
| Idrottare         | Gren     | Längd   | Placering | Längd            | Placering        |
| ----------------- | -------- | ------- | --------- | ---------------- | ---------------- |
| Majd Eddin Ghazal | Höjdhopp | 2.20 NR | 24        | Gick inte vidare | Gick inte vidare |

Damer
Bana och väg
| Idrottare      | Event      | Heat     | Heat      | Semifinal        | Semifinal        | Final            | Final            |
| Idrottare      | Event      | Resultat | Placering | Resultat         | Placering        | Resultat         | Placering        |
| -------------- | ---------- | -------- | --------- | ---------------- | ---------------- | ---------------- | ---------------- |
| Fadwa Al-Bouza | 100 m häck | 14.24    | 8         | Gick inte vidare | Gick inte vidare | Gick inte vidare | Gick inte vidare |

## Simning
- Huvudartikel: Simning vid olympiska sommarspelen 2008

## Skytte
- Huvudartikel: Skytte vid olympiska sommarspelen 2008

## Triathlon
| Triathlet   | Gren                | Simning (1,5 km) | Trans 1 | Cykling (40 km) | Trans 2 | Löpning (10 km) | Total tid  | Placering |
| ----------- | ------------------- | ---------------- | ------- | --------------- | ------- | --------------- | ---------- | --------- |
| Omar Tayara | Herrarnas triathlon | 18:23            | 0:29    | 58:56           | 0:33    | 38:19           | 1:56:40,54 | 49        |

## Tyngdlyftning
- Huvudartikel: Tyngdlyftning vid olympiska sommarspelen 2008